# Patrick Wackström
Patrick Rafael Wackström, född 6 september 1958 i Borgå landskommun, energiråd, är en finländsk tävlingscyklist. Han är son till Ole Wackström och bror till Sixten Wackström. 
Wackström var olympier i Moskva 1980 (7:e plats i lag), i Los Angeles 1984 (13:e i lag) och 38:e i landsvägsloppet. Han har deltagit i nio VM, var i junior-VM 1976 12:e på 1 kilometer, 5:e på 3 kilometer och 7:e i landsvägsloppet. I nordiska mästerskapen deltog han 10 gånger med brons i linjeloppet och guld i lag 1982 som bästa resultat. Han vann 51 FM-medaljer, 33 guld, varav 18 individuella. Han segrade i Borgåloppet 1979, tog tre segrar i Åbo kvarterslopp och noterade flera framträdande placeringar vid tävlingar i Sverige. Han slog flera finländska rekord, bland annat på 4 kilometer 1981 (4.56,8). Han har varit ledare på olika nivåer inom Finlands cykelunion, inom Svenska Finlands Idrottsförbunds cykelråd och Nordiska cykelförbundet. Han tilldelades 1983 Sport-Pressens guldmedalj.